# Samuel Besler
Samuel Besler (* 15. Dezember 1574 in Brieg; † 19. Juli 1625 in Breslau) war ein deutscher Komponist.

## Leben
Samuel Besler wurde 1574 als Sohn des Franz Besler, Rektor des Gymnasiums in Brieg (bis 1584) geboren. Sein jüngerer Bruder war der Kantor und Komponist Simon Besler. Über sein frühes Leben und seine Ausbildung ist wenig bekannt.
Im Jahr 1602 wirkte er als  Kantor am St.-Bernhard-Kloster in Breslau. Ab 1605 war er Rektor des Gymnasiums.

## Musikalischer Stil
Seine Matthäus-Passion  basiert auf Johann Walters Lutheran historia. Sie ähnelt daher den Passionen von Jakob Meiland und Melchior Vulpius, er verwendete jedoch stärker ausgearbeitete Choräle.

## Werke
- Marcus-Passion (1612)
- Matthäus-Passion
- Johannes-Passion